# 立川女子高等學校

立川女子高等学校（たちかわじょしこうとうがっこう）是一所位於東京都立川市的私立女子高級中學

## 沿革
- 1925年 -創立 立川女学校。
- 1927年 - 改制四年制立川高等女学校。
- 1947年 - 隨新教育制度增設立川女子中学校。
- 1948年 - 隨新制度下改制立川女子高等学校
- 1971年 - 國中部暫停招生
- 1996年 - 國中部撤校。

## 設置課程
- 日間部普通組
  - 進修部（2010年起）
  - 文組理組
  - 多老師指導組

## 社團
以登山社著名，曾多達21次在東京都大會優勝，全國大會優勝兩次。1978年12月本校學生攻頂喜馬拉雅山成功，1995年8月攻頂崑崙山脈最高峰的公格爾峰
，是前人沒踏過的第4峰（6650m），完全征服。。

## 校友
- 夏純子（日语：夏純子）（演員）
- 山田花子（漫畫家）
- 松本莉緒（日语：松本莉緒）（演員）
- 吉田惠（日语：吉田恵 (女優)）（前演員）
- 卡莉怪妞（歌手）

## 交通
- JR中央線・南武線・青梅線立川北站 步行7分鐘
- 多摩都市單軌鐵路立川北站 歩行7分鐘

## 脚注
1. ↑  『女子高生・汗と涙の初登頂―立川女子高校山岳部 未踏峰コングール4峰への挑戦』 著:高橋清輝 大日本図書、1997年 ISBN 4477008422

## 外部連結
- 立川女子高等学校 （页面存档备份，存于）